# Chariesthes freya
Chariesthes freya là một loài bọ cánh cứng trong họ Cerambycidae.